# Золотарёв, Иван Яковлевич
Иван Яковлевич Золотарёв (1802—1883) — русский донской поэт, адъюнкт по русскому языку и словесности в Харьковском университете.

## Биография
Родился в 1802 году в Черкасске (ныне станица Старочеркасская Ростовской области), в семье войскового донского старшины. Отучившись в Новочеркасской гимназии, в 1816-м в качестве казённокоштного студента он был принят на словесный факультет Харьковского университета. Окончил его в 1821-м со степенью кандидата. В следующем году благодаря своему благонравию и склонности к наукам он, по ходатайству инспектора студентов, был оставлен при университете в качестве кандидата для преподавания риторики. Согласно отзывам одного из его студентов, Золотарёв «удивительную имел способность читать наизусть риторику Могилевского; зато чтение было монотонное, наводившее сон». В 1823 году он читал логику и психологию.
В 1824-м Иван Яковлевич подал прошение попечителю учебного округа Е. В. Карнееву о назначении его лектором или исправляющим должность адъюнкта по русской словесности, однако тогда это прошение  осталось без удовлетворения. Лишь через пять лет Ивана Яковлевича утвердили в должности адъюнкта по русскому языку и словесности. До этого времени с 1826 года он читал лекции по поэзии с вознаграждением адъюнкта. В 1831-м Золотарёва, как получившего образование в университете на счёт Войска Донского, вызвало начальство для несения обязательной службы в казачьих войсках, и только по ходатайству попечителя Харьковского учебного округа его определили директором в Новочеркасскую областную гимназию. При этом Золотарёв продолжал носить военный мундир и получал производство во все военные чины до полковника.

## Творчество
Впервые склонность к литературе Золотарёв проявил в студенческие годы. Тогда он в качестве секретаря принял активное участие во вновь появившемся в Харькове Библейском Обществе. Тому времени принадлежит его речь «О пользе чтения книг Священного Писания» (Харьков, 1821). После окончания учёбы Иван Яковлевич работал в Обществе наук, состоявшем при Харьковском университете. Есть сведение, что в 1829-м, в последний год существования этого общества, Золотарёв читал в нём перевод сочинения Шатобриана о народной набожности, а также собственное стихотворение «Осень». Среди других его стихотворных опытов можно отметить такие произведения, как «К луне» («Украинский вестник» 1819, ч. XVI), «Даниловка» (там же, 1825, ч. VIII), «К другу», «Вечерняя звезда» (оба — там же), «Весенняя песнь» («Благонамеренный» 1826, ч. XXXIV, стр. 99), «Любимый пир» (там же, стр. 102), «К *» («Московский телеграф» 1826, ч. VII, стр. 124—125), «Вечер на море» (там же, ч. X, стр. 60—61).
Наряду с другими преподавателями словесности Золотарёв повлиял на развитие литературных стремлений студентов и характер их поэтических опытов. Это влияние особенно важно, так как в то время в университете русскую словесность слушали не только одни словесники. Сочинения самого Ивана Яковлевича в целом довольно слабы, некоторый интерес, пожалуй, вызывает лишь речь, произнесённая им в 1829 году на торжественном акте: «О важности и необходимости занятий в отечественном языке». В ней Золотарёв доказывает высокую значимость русского языка и отмечает, что даже иностранцы его весьма ценили.